# Dinamarca no Festival Eurovisão da Canção 2010
A Dinamarca foi o décimo nono país a afirmar que participará no Festival Eurovisão da Canção 2010, e para escolher o seu representante, realizará o famoso concurso Dansk Melodi Grand Prix. Até ao momento, ainda não foram dadas nenhumas datas que especifiquem o início da submissão de músicas por parte dos cidadãos dinamarqueses, no entanto a final ocorrerá em Fevereiro de 2010, na qual o apresentador será Felix Smith. Em 2009, a Dinamarca conseguiu alcançar o 13º lugar (entre 25), com 74 votos.

## Dansk Melodi Grand Prix 2010
| #  | Artista                    | Canção                  | Letrista (l) / Música (m)                                                                        | Resultados |
| -- | -------------------------- | ----------------------- | ------------------------------------------------------------------------------------------------ | ---------- |
| 1  | Bryan Rice                 | "Breathing"             | Peter Bjørnskov (m & l)                                                                          | Wildcard   |
| 2  | Joakim Tranberg            | "All About a Girl"      | Lars Halvor Jensen (m & l), Martin Michael Larsson (m & l), Ronan Keating (m & l)                |            |
| 3  | MariaMatilde Band          | "Panik!"                | Maria Sejer (m & l), Matilde Kühl (m & l), Mads Haugaard (m & l), Marcus Winther-John (m & l)    |            |
| 4  | Simone                     | "How Will I Know"       | Jacob Launbjerg (m), Andreas Mørck (l)                                                           |            |
| 5  | Jens Marni                 | "Gloria"                | Svend Gudiksen (m & l), Johannes Jørgensen (m & l), Noam Halby (m & l)                           |            |
| 6  | Chanée & Tomas N'evergreen | "In a Moment Like This" | Thomas G:son (m & l), Henrik Sethsson (m & l), Erik Bernholm (m)                                 |            |
| 7  | Kaya Brüel                 | "Only Tonight"          | Kaya Brüel (m & l)                                                                               | Wildcard   |
| 8  | Thomas Barsøe              | "Just Like Rain"        | Patrick Jonsson (m & l), Joakim Övrenius (m & l), Thomas Karlsson (m & l), Thomas Barsøe (m & l) |            |
| 9  | Sukkerchok                 | "Kæmper for kærlighed"  | Lasse Lindorff (m & l), Martin Michael Larsson (m & l), Lise Cabble (m & l)                      | Wildcard   |
| 10 | Silas & Kat                | "Come Come Run Away"    | Lise Cabble (m & l), Simon Munk (m & l)                                                          |            |